# Суслина, Мария Дмитриевна
Мария Дмитриевна Суслина (род. 1922 год) — звеньевая Алма-Атинского табаководческого совхоза Министерства пищевой промышленности СССР, Илийский район Алма-Атинской области, Казахская ССР. Герой Социалистического Труда (1949).

## Биография
В 1948 году звено Марии Суслиной собрало в среднем с каждого гектара по 32,6 центнера табака сорта «Трапезонд» на площади в 3,2 гектара. Указом Президиума Верховного Совета СССР от 6 мая 1949 года удостоена звания Героя Социалистического Труда «за получение высоких урожаев табака при выполнении совхозом плана сдачи государству сельскохозяйственных продуктов в 1948 году и обеспеченности семенами всех культур в размере полной потребности для весеннего посева 1949 года» с вручением ордена Ленина и золотой медали «Серп и Молот».
Этим же указом звания Героя Социалистического Труда были удостоены директор совхоза Пётр Фёдорович Томаровский, старший агроном Анатолий Яковлевич Бриккель, бригадиры Али Ага Амрахов, Сатар Амрахов, звеньевые Имамат Велиметова, Елена Яковлевна Ловчинова и Деспина Георгиевна Андрияди.